# Rivière du Milieu (vattendrag i Kanada, Québec, lat 49,09, long -74,11)
Rivière du Milieu är ett vattendrag i Kanada.   Det ligger i provinsen Québec, i den östra delen av landet, 400 km norr om huvudstaden Ottawa. Rivière du Milieu ligger vid sjöarna  Lac Carquois Lac Poutrincourt och Lac Thèze.
I omgivningarna runt Rivière du Milieu växer i huvudsak blandskog. Trakten runt Rivière du Milieu är nära nog obefolkad, med mindre än två invånare per kvadratkilometer.